# Jan E. Jørgensen
Jan E. Jørgensen, né le 19 février 1965 à Frederiksberg (Danemark), est un homme politique danois, membre du parti Venstre. Il est député au Folketing depuis 2011.

## Biographie
Preben Bang Henriksen est diplômé en droit à l'université de Copenhague en 1995. Avant et pendant ses études, il travaille notamment comme consultant en publicité. Après ses études, il devient avocat en 1997.
Engagé au sein du parti Venstre, il est élu au conseil municipal de Frederiksberg en 1997. Il y est depuis continuellement réélu, à chaque fois en étant tête de liste pour son parti. Il occupe au fil des années différents rôles successifs au conseil municipal, tels que des présidences de commission ou le rôle de premier maire-adjoint entre 2017 et 2021.
Il est candidat sans succès aux élections législatives de 1994 et de 2007. Il est finalemet élu député au Folketing lors des élections législatives de septembre 2011.
Il est ensuite réélu en juin 2015, juin 2019 et novembre 2022,,.
En août 2024, il devient le porte-parole politique du groupe parlementaire de Venstre, succédant à Torsten Schack Pedersen, devenu ministre à l'occasion d'un remaniement ministériel.